# Municipio de Miller (condado de Hand)
El municipio de Miller (en inglés: Miller Township) es un municipio ubicado en el condado de Hand en el estado estadounidense de Dakota del Sur. En el año 2010 tenía una población de 165 habitantes y una densidad poblacional de 1,76 personas por km².

## Geografía
El municipio de Miller se encuentra ubicado en las coordenadas 44°30′8″N 99°0′43″O / 44.50222, -99.01194. Según la Oficina del Censo de los Estados Unidos, el municipio tiene una superficie total de 93.51 km², de la cual 92,89 km² corresponden a tierra firme y (0,66 %) 0,62 km² es agua.

## Demografía
Según el censo de 2010, había 165 personas residiendo en el municipio de Miller. La densidad de población era de 1,76 hab./km². De los 165 habitantes, el municipio de Miller estaba compuesto por el 100 % blancos. Del total de la población el 0 % eran hispanos o latinos de cualquier raza.